# Bradfield Combust with Stanningfield
Bradfield Combust with Stanningfield – civil parish w Anglii, w Suffolk, w dystrykcie West Suffolk. W 2011 civil parish liczyła 578 mieszkańców. W obszar civil parish wchodzą także Bradfield Combust i Stanningfield.